# Perpetuïteit
Een perpetuïteit is een annuïteit waarvan de looptijd oneindig is.

## Formule
De parameters van een perpetuïteit zijn:
- J het periodiek te betalen bedrag (rente)
- T startbedrag, totale contante waarde van de termijnen
- i de rentevoet (als fractie, dus percentage gedeeld door 100) voor de betreffende periode (dit is een rentevoet per jaar van

{\displaystyle (1+i)^{1/p}-1},
met p de periode in jaren)
De formule is:
{\displaystyle J=iT}
De rentevoet moet hierbij groter dan nul zijn. De formule is die van de periodieke rente op een spaarbedrag. Het al of niet in een oneindig verre toekomst terugbetalen/terugontvangen van de hoofdsom speelt geen rol omdat de contante waarde van die plicht of dat recht nul is.
Als de rentevoet nul is is de contante waarde plus of min oneindig, afhankelijk van het teken van J.

## Bewijs
Neem van de waarde van T/J bij een annuïteit de limiet
{\displaystyle \lim _{n\rightarrow +\infty }{\frac {1-{\frac {1}{(1+i)^{n}}}}{i}}={\frac {1-\lim _{n\rightarrow +\infty }{\frac {1}{(1+i)^{n}}}}{i}}={\frac {1-0}{i}}={\frac {1}{i}}}